# Андреевка (река, Кунашир)
Андреевка — река на острове Кунашир. Протекает по территории Южно-Курильского городского округа Сахалинской области Российской Федерации.
Название река получила в честь Андреева Александра Игнатьевича (1887—1957), советского историка и археографа.
Протекает на юго-востоке острова. Берёт начало в горах Кунашира, впадает в Тихий океан. Длина около 10 км, имеет несколько небольших притоков.
По характеру течения Андреевка — типичная горная река. На реке имеется Андреевский водопад. Дно реки каменистое, долина поросла низкорослым бамбуком. Бассейн реки включает в свой состав Курильский заповедник. Недалеко от устья реку пересекает автомобильный мост.
В реку на нерест заходят в огромных количествах лосось и кета. В бассейне реки обитают медведи, водится большая горлица.
После окончания Советско-японской войны на реке была построена небольшая гидроэлектростанция для снабжения энергией местного лесопильного завода. В настоящее время разрушена.